# Elefantiasis
Elefantiasis også kaldet elefantsyge er en tropesygdom forårsaget af filarier, som er trådorme båret af myg. Ormene tilstopper lymfekarrene, hvorved lymfen ophobes, og karrene svulmer op. Det rammer især benene, som så kaldes elefantben.